# Amesbury (Massachusetts)
Amesbury is een stad (city) in Essex County, Massachusetts, Verenigde Staten. In 2000 had de plaats een inwonertal van 16450 en waren er 6380 huishoudens. De stad is vernoemd naar de plaats Amesbury in Engeland.

## Externe link

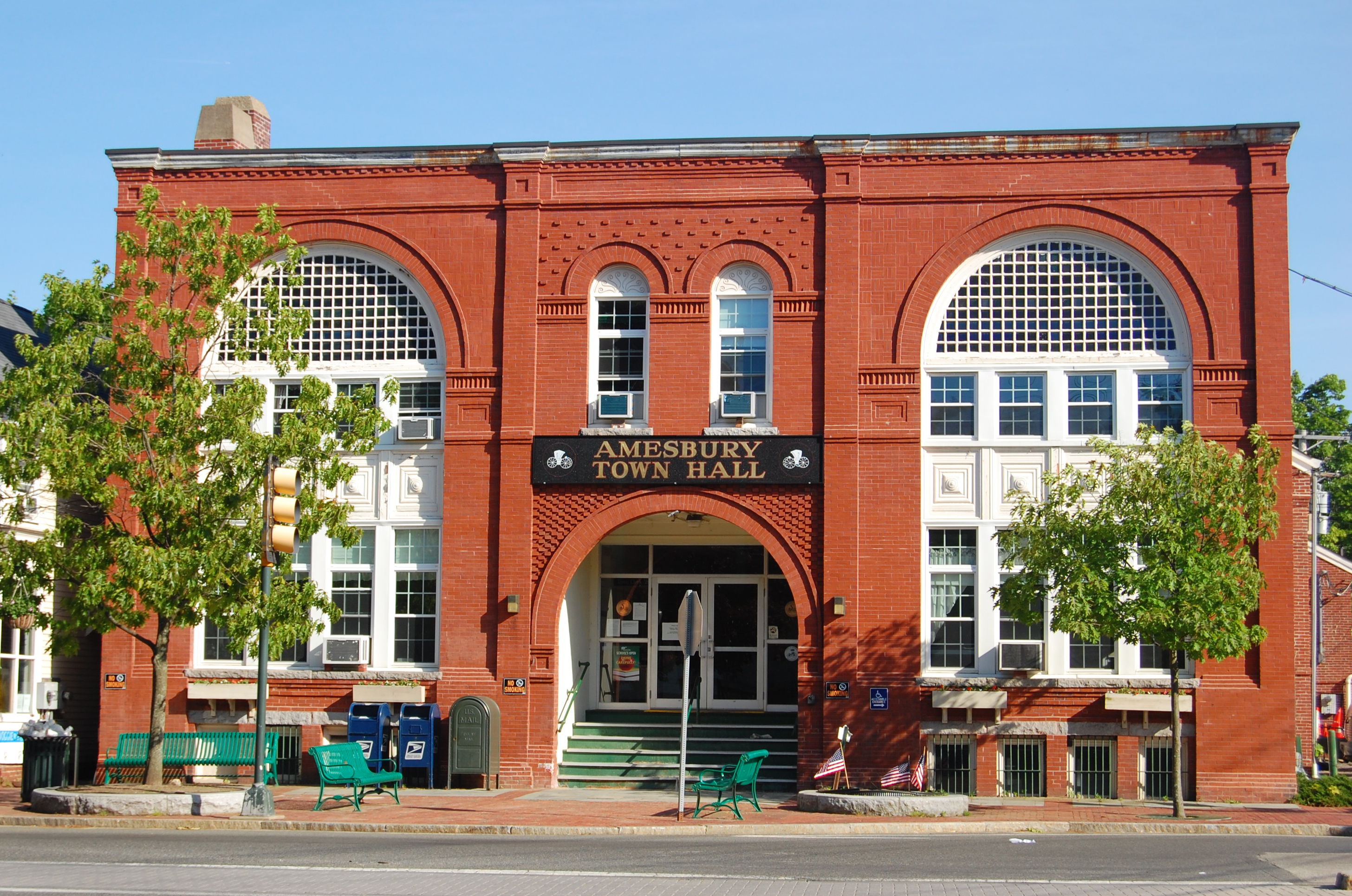
Gemeentehuis van Amesbury

## Partnerstad
- Esabalu, Kenia

## Bekende inwoners
- John Greenleaf Whittier, dichter
- Robert Frost, dichter